# Gobierno Civil (Albacete)
El Gobierno Civil es una construcción racionalista de mediados del siglo XX situada en la ciudad española de Albacete. El inmueble fue diseñado para albergar la sede institucional del Gobierno de España en la capital albaceteña: la Subdelegación del Gobierno en Albacete.

## Historia
El inmueble fue levantado para albergar la sede del Gobierno Civil de Albacete entre 1956 y 1957 durante el régimen franquista en la avenida de España de la capital albaceteña.

## Características

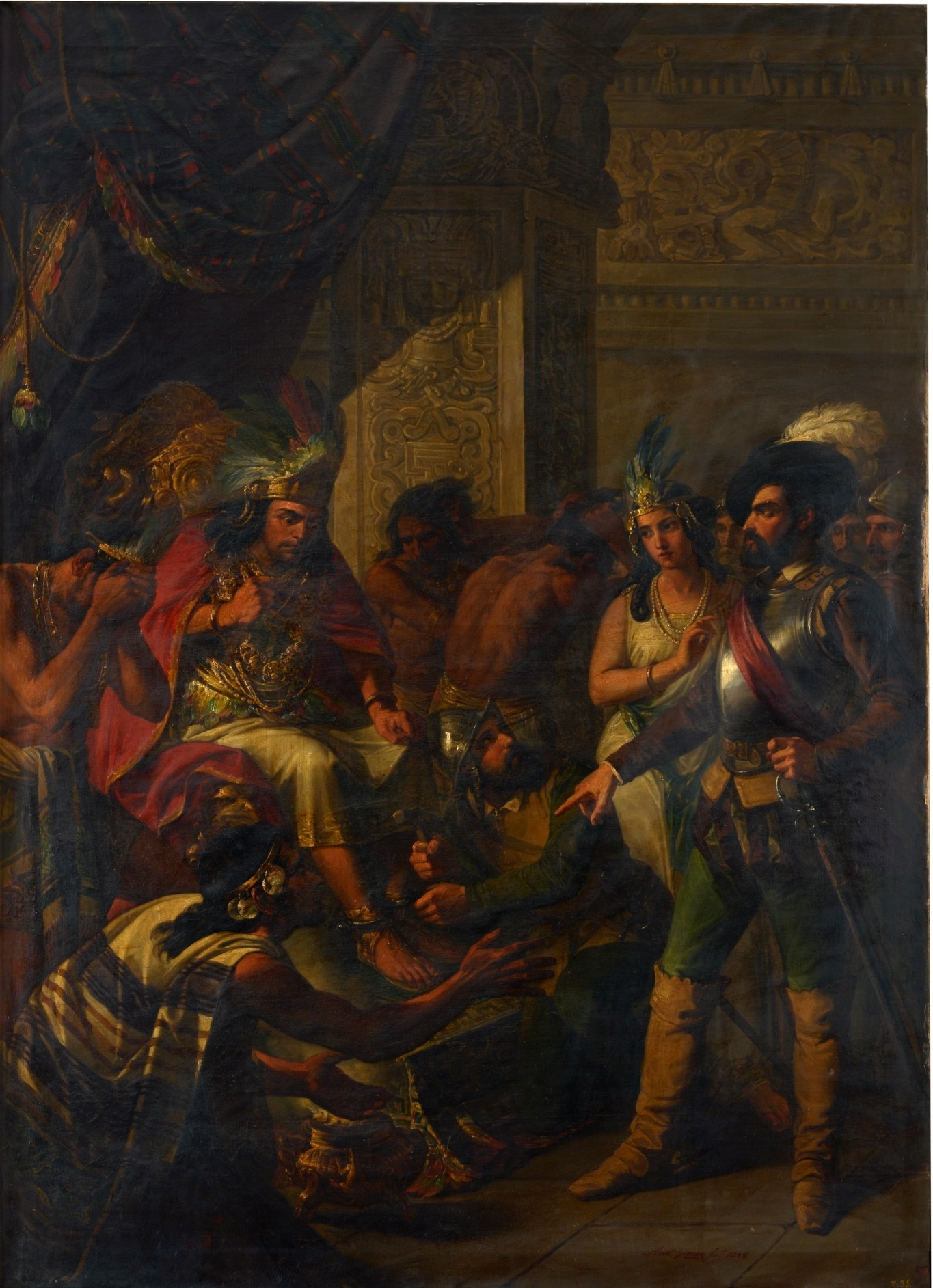
Hernán Cortés, el célebre conquistador de Méjico, entra con la intérprete doña Marina y tres o cuatro de sus capitanes en el aposento de Moctezuma, y con imperio y resolución le manda poner unos grillos de Antonio Gómez Cros, ejemplo de arte histórico en el interior

El edificio posee un estilo racionalista al servicio de la imagen del poder. Está estratégicamente ubicado en pleno centro de la capital albaceteña, en la avenida de España colindante con otros edificios históricos como el Instituto Bachiller Sabuco y el Hotel Los Llanos. 
Alberga la sede institucional del Gobierno de España en la capital manchega: la Subdelegación del Gobierno en Albacete, presidida por el subdelegado del Gobierno, primera autoridad del Ejecutivo central en la provincia de Albacete.